# Istrian Spring Trophy 2012
L'Istrian Spring Trophy 2012, cinquantaduesima edizione della corsa, valevole come prova del circuito UCI Europe Tour 2012 categoria 2.2, si svolse in tre tappe, precedute da un cronoprologo, dal 15 al 18 marzo 2012 per un percorso totale ridotto a 487 km, con partenza ed arrivo ad Umago. Fu vinto dall'austriaco Markus Eibegger della squadra RC ARBÖ-Wels-Gourmetfein, che si impose in 11 ore 37 minuti e 45 secondi alla media di 41,87 km/h.
Al traguardo di Umago 155 ciclisti conclusero la competizione.

## Tappe
| Tappa  | Data     | Percorso                          | km  | Vincitore di tappa | Leader cl. generale |
| ------ | -------- | --------------------------------- | --- | ------------------ | ------------------- |
| Prol.  | 15 marzo | Umago > Umago (Cron. individuale) | 2   | Ivar Slik          | Ivar Slik           |
| 1ª     | 16 marzo | Umago > Albona                    | 159 | Marko Kump         | Marko Kump          |
| 2ª     | 17 marzo | Orsera > Montona                  | 157 | Markus Eibegger    | Markus Eibegger     |
| 3ª     | 18 marzo | Pisino > Umago                    | 169 | Nikias Arndt       | Markus Eibegger     |
| Totale | Totale   | Totale                            | 487 |                    |                     |

## Dettagli delle tappe

### Prologo
- 15 marzo: Umago > Umago – Cronometro individuale – 2 km

Risultati
| Pos. | Corridore        | Squadra     | Tempo |
| ---- | ---------------- | ----------- | ----- |
| 1    | Ivar Slik        | Rabobank C. | 2'27" |
| 2    | Danny van Poppel | Rabobank C. | s.t.  |
| 3    | Marko Kump       | Adria Mobil | a 1"  |

| Pos. | Corridore        | Squadra     | Tempo |
| ---- | ---------------- | ----------- | ----- |
| 1    | Ivar Slik        | Rabobank C. | 2'27" |
| 2    | Danny van Poppel | Rabobank C. | a 1"  |
| 3    | Marko Kump       | Adria Mobil | a 1"  |

### 1ª tappa
- 16 marzo: Umago > Albona – 159 km

Risultati
| Pos. | Corridore       | Squadra     | Tempo    |
| ---- | --------------- | ----------- | -------- |
| 1    | Marko Kump      | Adria Mobil | 3h50'41" |
| 2    | Jan Polanc      | Radenska    | a 9"     |
| 3    | Markus Eibegger | RC ARBÖ     | s.t.     |

| Pos. | Corridore        | Squadra     | Tempo    |
| ---- | ---------------- | ----------- | -------- |
| 1    | Marko Kump       | Adria Mobil | 3h52'59" |
| 2    | Danny van Poppel | Rabobank C. | a 19"    |
| 3    | Jan Polanc       | Radenska    | a 20"    |

### 2ª tappa
- 17 marzo: Orsera > Montona – 157 km

Risultati
| Pos. | Corridore         | Squadra     | Tempo    |
| ---- | ----------------- | ----------- | -------- |
| 1    | Markus Eibegger   | RC ARBÖ     | 3h56'11" |
| 2    | Volodymyr Bileka  | Konya-Torku | a 4"     |
| 3    | Kristijan Đurasek | Adria Mobil | s.t.     |

| Pos. | Corridore        | Squadra     | Tempo    |
| ---- | ---------------- | ----------- | -------- |
| 1    | Markus Eibegger  | RC ARBÖ     | 7h49'25" |
| 2    | Marko Kump       | Adria Mobil | a 7"     |
| 3    | Danny van Poppel | Rabobank C. | a 8"     |

### 3ª tappa
- 18 marzo: Pisino > Umago – 169 km

Risultati
| Pos. | Corridore        | Squadra     | Tempo    |
| ---- | ---------------- | ----------- | -------- |
| 1    | Nikias Arndt     | LKT Brand.  | 3h48'23" |
| 2    | Danny van Poppel | Rabobank C. | s.t.     |
| 3    | Marko Kump       | Adria Mobil | s.t.     |

| Pos. | Corridore        | Squadra     | Tempo     |
| ---- | ---------------- | ----------- | --------- |
| 1    | Markus Eibegger  | RC ARBÖ     | 11h37'45" |
| 2    | Danny van Poppel | Rabobank C. | a 3"      |
| 3    | Marko Kump       | Adria Mobil | a 5"      |

## Classifiche finali

### Classifica generale
| Pos. | Corridore         | Squadra     | Tempo     |
| ---- | ----------------- | ----------- | --------- |
| 1    | Markus Eibegger   | RC ARBÖ     | 11h37'45" |
| 2    | Danny van Poppel  | Rabobank C. | a 3"      |
| 3    | Marko Kump        | Adria Mobil | a 5"      |
| 4    | Kristijan Đurasek | Adria Mobil | a 14"     |
| 5    | Volodymyr Bileka  | Konya-Torku | a 16"     |
| 6    | Marc Goos         | Rabobank C. | a 23"     |
| 7    | Jiří Hudeček      | Whirlpool   | s.t.      |
| 8    | Matija Kvasina    | Loborika    | a 27"     |
| 9    | Sergej Pomošnikov | Itera       | a 31"     |
| 10   | Daan Olivier      | Rabobank C. | s.t.      |